# やかまし村のクリスマス
『やかまし村のクリスマス』（やかましむらのクリスマス、原題: Jul i Bullerbyn）は、アストリッド・リンドグレーンによる絵本である。1963年出版。

## あらすじ
クリスマスがやかまし村にやって来る。子どもたちは準備を手伝っている。しょうが入りのビスケットを焼き、薪をのせたそりを引き、森でクリスマスツリーを切る。
クリスマス・イヴの前夜、子どもたちは中庭を歩きまわり、窓の外でクリスマスキャロルを歌う。そして、ほとんど目が見えないがクリスマスツリーの匂いをかぐことができるおじいちゃんのもとへ行く。
子どもたちが目を覚ましたクリスマス・イヴの朝、クリスマスツリーはもう飾り付けられている。外は一日中雪が降っていて、家族は食事をし、キリストの降誕の話を聞き、クリスマスの賛美歌「いざ歌え、いざ祝え」（日本語訳版では「きよしこのよる」）を歌う。
子どもたちはクリスマスプレゼントを受け取り、クリスマスツリーの周りで踊る。
翌日、家族は6時に早起きして、教会でのユーロッタ（クリスマス早朝の礼拝）へそりに乗って行く。家に戻ったら、クリスマスプレゼントにもらったスキーに乗る。しかし、ウッレはスキーではなくスケートをもらい、北の家の前の湖の氷の上をすべる。
夜、子どもたちはブリッタとアンナと共にクリスマスパーティを開く。